# Crudia cauliflora
Crudia cauliflora är en ärtväxtart som beskrevs av Elmer Drew Merrill. Crudia cauliflora ingår i släktet Crudia, och familjen ärtväxter. Inga underarter finns listade i Catalogue of Life.